# Skinty Fia
Skinty Fia (irisch für Die Verdammnis des Hirsches) ist das dritte Studioalbum der irischen Post-Punk-Band Fontaines D. C. Das Album erschien am 22. April 2022 über Partisan Records und erreichte jeweils Platz eins der britischen und irischen Albumcharts.

## Entstehung
Die Veröffentlichung des Vorgängeralbums A Hero’s Death geschah während der COVID-19-Pandemie, so dass alle Tourpläne abgesagt werden mussten. Laut dem Gitarristen Carlos O’Connell hätten die Musiker das Gefühl gehabt, in Irland festzusitzen und dass alles zum Stillstand gekommen wäre. Die Musiker brauchten eine Veränderung und zogen allesamt von ihrer bisherigen Heimat Dublin nach London. Für die Musiker war es eine Flucht vor dem Konservatismus, der Kirchenhörigkeit und der Enge in ihrer Heimat. Auch ihre Beziehung zur Stadt Dublin wäre verschwunden. Parallel dazu begannen die Musiker mit der Arbeit an ihrem dritten Studioalbum. Bereits im März 2021 erklärte der Bassist Conor Deegan, dass die Arbeiten „fast abgeschlossen wären“. Während das Vorgängeralbum während des Trubels einer Tournee entstand, war die Band dieses Mal gut ausgeruht und die Musiker hätten sich Zeit nehmen können. Anfang September 2021 war Skinty Fia fertig gestellt. Wegen der andauernden Pandemie und der noch ausstehenden Tourtermine wurde die Veröffentlichung auf 2022 verschoben. Aufgenommen und gemischt wurde das Album von Dan Carey in einem ländlich gelegenen Studio in Oxfordshire. Das Mastering übernahm Christian Wright. Bei dem Lied The Couple Across the Way spielt Sänger Grian Chatten ein Akkordeon.

## Veröffentlichung
Das von Aidan Cochrane und Rory Dewar entworfene Albumcover zeigt einen ausgestorbenen irischen Elch, der in einem Hausflur steht. Am 27. Oktober 2021 spielte die Band mit I Love You bei ihrem Konzert im Londoner Alexandra Palace vor 10.000 Zuschauern das erste Lied des neuen Albums live. Am 11. Januar 2022 wurde die erste Single Jackie Down the Line veröffentlicht und das Album angekündigt. Zwei Tage später spielten Fontaines D. C. das Lied in der US-Late-Night-Show The Tonight Show. Im April 2022 spielte die Band das Lied Nabokov in der US-Talkshow Late Night with Seth Meyers. Für die Lieder Jackie Down the Line, I Love You, Skinty Fia und Roman Holiday wurden Musikvideos veröffentlicht.

## Hintergrund
Auf dem Album thematisiert die Band ihre Entfremdung und Trennung von Irland. Es geht um die Hassliebe der Iren zwischen Iren und London bzw. dem Vereinigten Königreich. Der Albumtitel ist ein irischer Fluch, bei dem der Fluchende gerne mit der Faust auf den Tisch haut. Beim Fluchen würde sich laut Grian Chatten die Herkunft des Menschen zeigen und man spricht mit der größtmöglichen Ehrlichkeit.
Das erste Lied In ár gCroíthe go deo handelt von der Irin Margaret Keane, die die meiste Zeit ihres Lebens in England arbeitete und im Jahre 2018 verstarb. Ihre Familie wollte, dass auf ihrem Grabstein der Satz In ár gCroíthe go deo (irisch für „Für immer in unseren Herzen“) steht. Ein Gericht der Church of England verhinderte dies, da die Inschrift als „politisch und provozierend“ ausgelegt werden kann, wenn es ohne englische Übersetzung auf dem Grabstein stehen würde. Im Februar 2021 wurde das Urteil gekippt. Jackie Down the Line ist eine Beobachtung einer missbräuchlichen Beziehung und den Kreislauf einer Dysfunktion, die sowohl erbliche als auch verhaltensbedingte Ursachen haben.
Bloomsday bezieht sich auf den gleichnamigen Gedenktag, der sich auf Leopold Bloom, der Hauptfigur aus James Joyce’ Roman Ulysses bezieht. Der Tag hätte laut Grian Chatten einen „ehrenwerten Hintergrund“, jedoch würde der Tag in Dublin „wie eine Art irischer Karneval gestaltet“. Mit dem Saint Patrick’s Day wäre den Iren ähnliches passiert. In Roman Holiday geht es darum, in einem Leben voller Demütigungen den Moment zu erkennen, in dem man die eine Demütigung zu viel erlebt. Ein Beispiel für die Demütigung wäre der „herrschaftliche Anspruch“ der englischen Sprache. The Couple Across the Way handelt von einem älteren Ehepaar, dass Sänger Grian Chatten in seinen ersten Wochen in London auf der gegenüberliegenden Seite der Straße beobachten konnte. Er konnte beobachten, wie sich das Paar „mit enormer Leidenschaft“ stritt.
Das Titellied Skinty Fia handelt von einer von Alkohol, Drogen und Paranoia beeinflussten Beziehung, die dem Untergang geweiht wäre. I Love You wäre das erste offenkundige politische Lied der Band. Es geht um die innere Zerrissenheit einer erfolgreichen Person und seinem kulturellen Stolz, während man gleichzeitig Wut und Enttäuschung über die gesellschaftlichen Entwicklungen im Heimatland empfindet.

## Rezeption

### Rezensionen
Michael Schuh vom Onlinemagazin laut.de schrieb, dass Fontaines D. C. neben Idles und den Sleaford Mods zu den „talentiertesten Querulanten eines Zeitalters bleiben, dass von Rap und TikTok dominiert wird“. Die Band würde trotz ihres Erfolges „nicht stehenbleiben“ und sucht „nach immer neuen Ausformungen ihres Trademark-Sounds“. Laut Sophie Williams vom New Musical Express haben Fontaines D. C. ihren Stil „ehrgeizig erweitert“. Der „Kampf für ein besseres Irland benötige Lieder, die die Tiefe der Krise spiegeln“, was Skinty Fia mitreißend einfängt. Kritischer zeigte sich Lily Moayeri vom Onlinemagazin The AV Club. Die Band würde zwar „immer neue Hörer finden“, jedoch hätte die Band „nie die frühen Belobigungen erfüllt“.

### Bestenlisten
| Publikation         | Liste                          | Werk                 | Platz |
| ------------------- | ------------------------------ | -------------------- | ----- |
| Consequence         | Top 50 Songs of 2022           | Jackie Down the Line | 17    |
| DIY                 | DIY’s albums of 2022           | Skinty Fia           | 4     |
| The Guardian        | The 50 best albums of 2022     | Skinty Fia           | 4     |
| The Independent     | The best albums of 2022        | Skinty Fia           | 9     |
| laut.de             | Die 50 Alben des Jahres        | Skinty Fia           | 5     |
| laut.de             | Die 50 Songs des Jahres        | Jackie Down the Line | 2     |
| New Musical Express | The 50 best albums of 2022     | Skinty Fia           | 4     |
| Rolling Stone       | Best Albums of 2022            | Skinty Fia           | 34    |
| Rolling Stone       | Best Songs of 2022             | Jackie Down the Line | 64    |
| Visions             | Die 50 Alben des Jahres 2022   | Skinty Fia           | 20    |
| Visions             | Die 25 besten Musikvideos 2022 | Skinty Fia           | 21    |

## Kommerzieller Erfolg

### Chartplatzierungen
| ChartsChartplatzierungen     | Höchstplatzierung | Wochen |
| ---------------------------- | ----------------- | ------ |
| Deutschland (GfK)            | 5 (4 Wo.)         | 4      |
| Irland (IRMA)                | 1 (17 Wo.)        | 17     |
| Österreich (Ö3)              | 20 (1 Wo.)        | 1      |
| Schweiz (IFPI)               | 9 (2 Wo.)         | 2      |
| Vereinigtes Königreich (OCC) | 1 (3 Wo.)         | 3      |

Darüber hinaus erreichten Jackie Down the Line und I Love You die Plätze 89 bzw. 66 der irischen Singlecharts.

### Auszeichnungen für Musikverkäufe
| Land/Region                  | Auszeichnungen für Musikverkäufe (Land/Region, Auszeichnung, Verkäufe) | Verkäufe |
| ---------------------------- | ---------------------------------------------------------------------- | -------- |
| Vereinigtes Königreich (BPI) | Gold                                                                   | 100.000  |
| Insgesamt                    | 1× Gold ·                                                              | 100.000  |